# Humpen

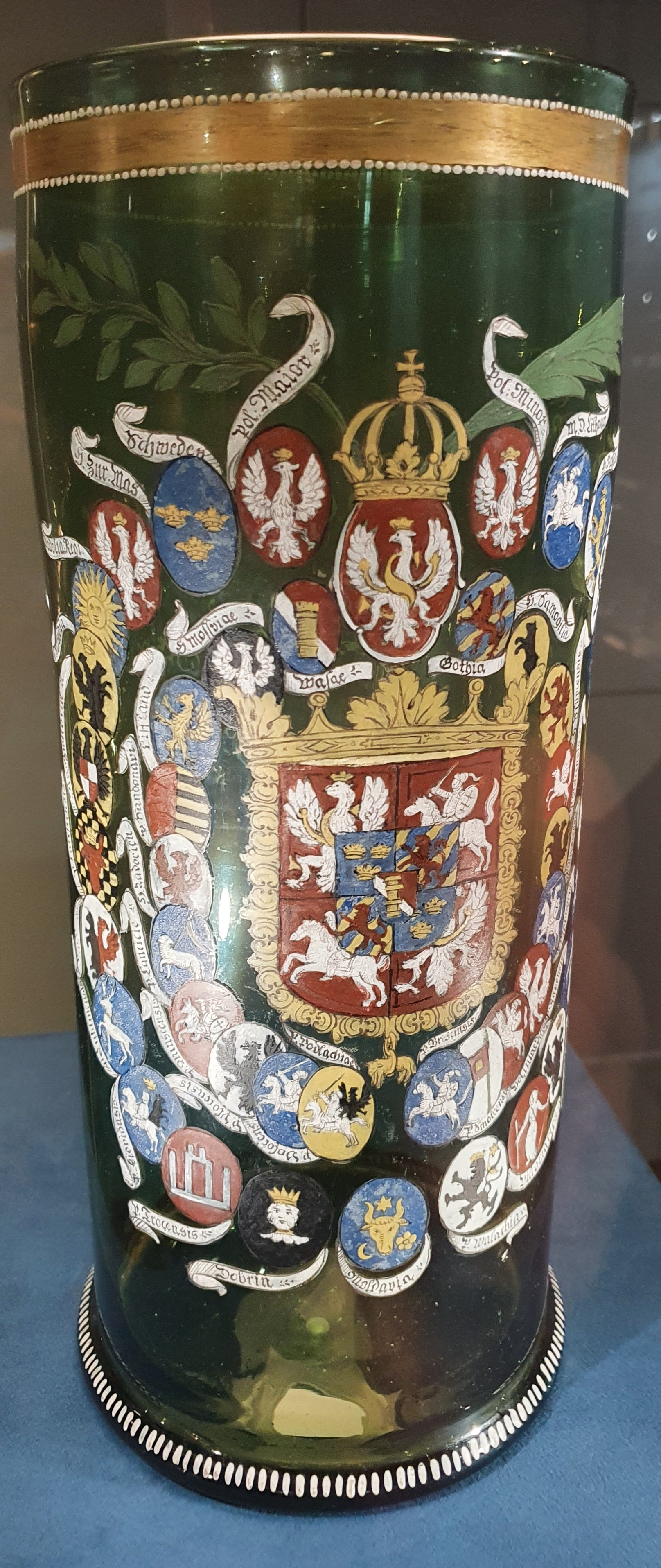
III. Zsigmond lengyel király ivóedénye (készült 1630 körül)

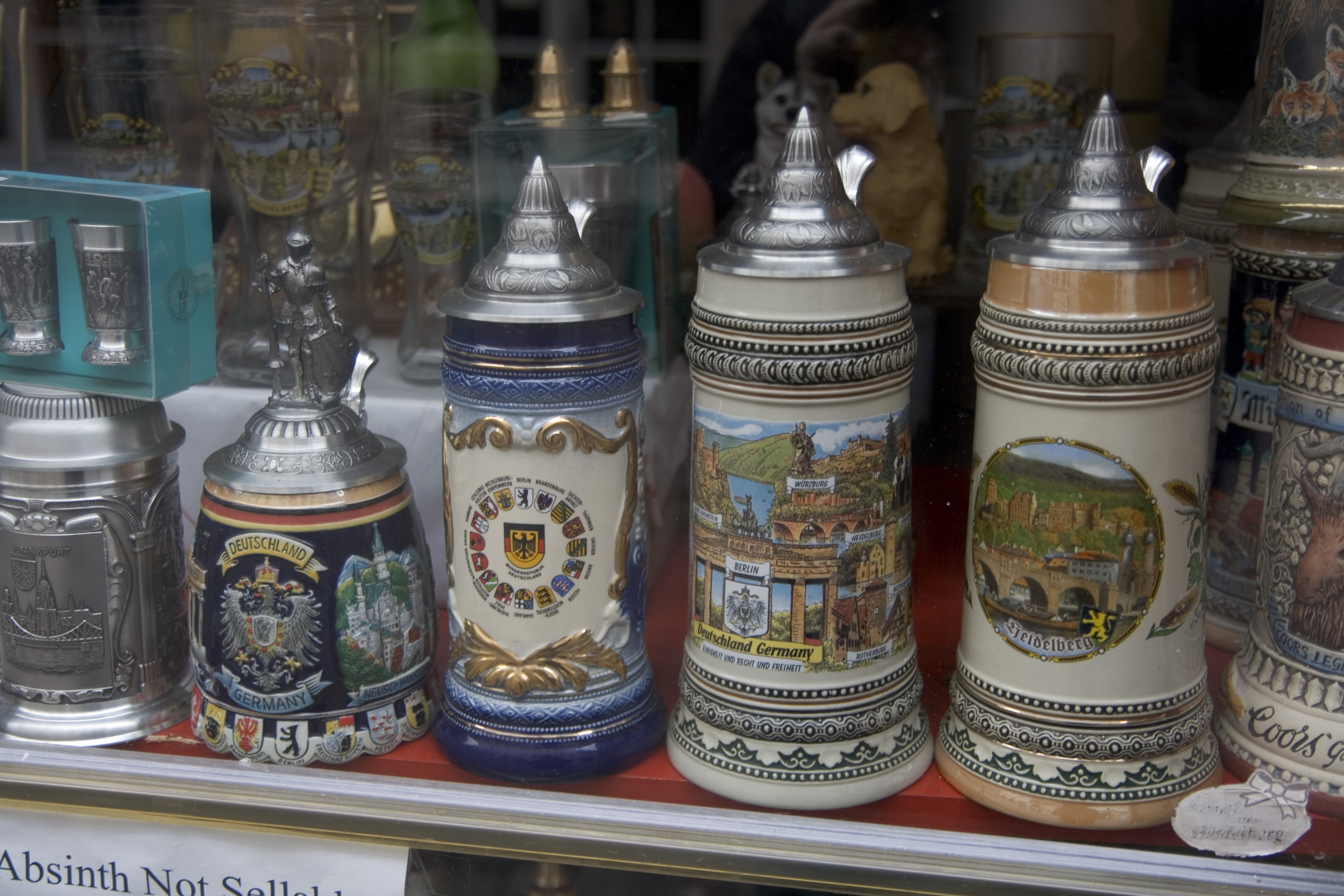
Fedeles kerámiakorsók

A Humpen típusos német üvegpohár (korsó), amely a 16. század közepén jött divatba Németországban. A német szó egyszerű, magas, henger alakú üvegpoharat jelent. Néha igényes zománcfestéssel díszítették.

## Anyaga, megjelenése
A Stangenglasra hasonlít, de magasabb (kb. 60 cm magas) és a szája kissé befelé ível. Gyakran fedeles. Eleinte kizárólag üvegből készült, később kerámiából is.

## Története
Miután a 17. század közepén sikerült az „a la facon de Venise” (velencei módra készített) kristályüveget előállítani, a német üvegek színvonala megközelítette a velenceiekét, csak kissé homályosabbak és szürkésebbek voltak. Ezt a hiányosságukat a rendkívül színvonalas zománcfestés ellensúlyozta. A velenceiektől eltérően a német mesterek gyakran az évszámot is felírták munkáikra, ami nagyon megkönnyíti a régészek munkáját. A díszítő elemek igen változatosak. Kiemelendő a színes üvegmasszák használata és a csiszolás. Jellegzetes díszítmények a melegen applikált üvegcseppek.
A metszés-csiszolás technikája Csehországban terjedt el először, majd kevéssel utána Németországban is. A mintázat elképesztően gazdag volt, a növényi ornamentikától kezdve a portrékon és mitológiai alakokon át az allegorikus jelenetekig. 1650-ben jelent meg az ún. Eisenrot és Schwarzlot technika. A század végén Csehországban felfedezték a kálium-karbonáttal előállított üveget. Ez gyorsan keményedik, tündöklő és szilárd. Ez az az ún. „cseh kristály” a korábbi típusoknál alkalmasabb arra, hogy csiszolt és vésett díszítményekkel lássák el. A keményebb és vastagabb falú üvegek gyártása megváltoztatta az addig megszokott formákat.  Új fajták jelentek meg:
- Pokal (serleg) és
- fedeles serleg (kehely).

A Römer és a Humpen kivételével a régebbi típusok elmaradtak.

## Használata
Főleg sört ittak belőle.